# Cosimo Bartoli
Cosimo Bartoli (Florencia, 20 de diciembre de 1503 – ibíd., 25 de octubre de 1572) fue un filólogo, matemático, humanista y diplomático italiano que vivió y trabajó entre Roma y Florencia. Por sus conocimientos que abarcan diversas disciplinas es considerado un polímata. Se desempeñó como secretario general del cardenal Juan de Médici y fue agente diplomático de Cosme I de Médici en Venecia de 1562 a 1572.
Publicó una serie de traducciones del trabajo de Leon Battista Alberti bajo el nombre de Opuscoli Morali di Leon Batista Alberti, gentil'huomo fiorentino en 1568. Fue amigo de Giorgio Vasari a quien ayudó en la edición final de su Las vidas de los más excelentes arquitectos, pintores y escultores italianos. 

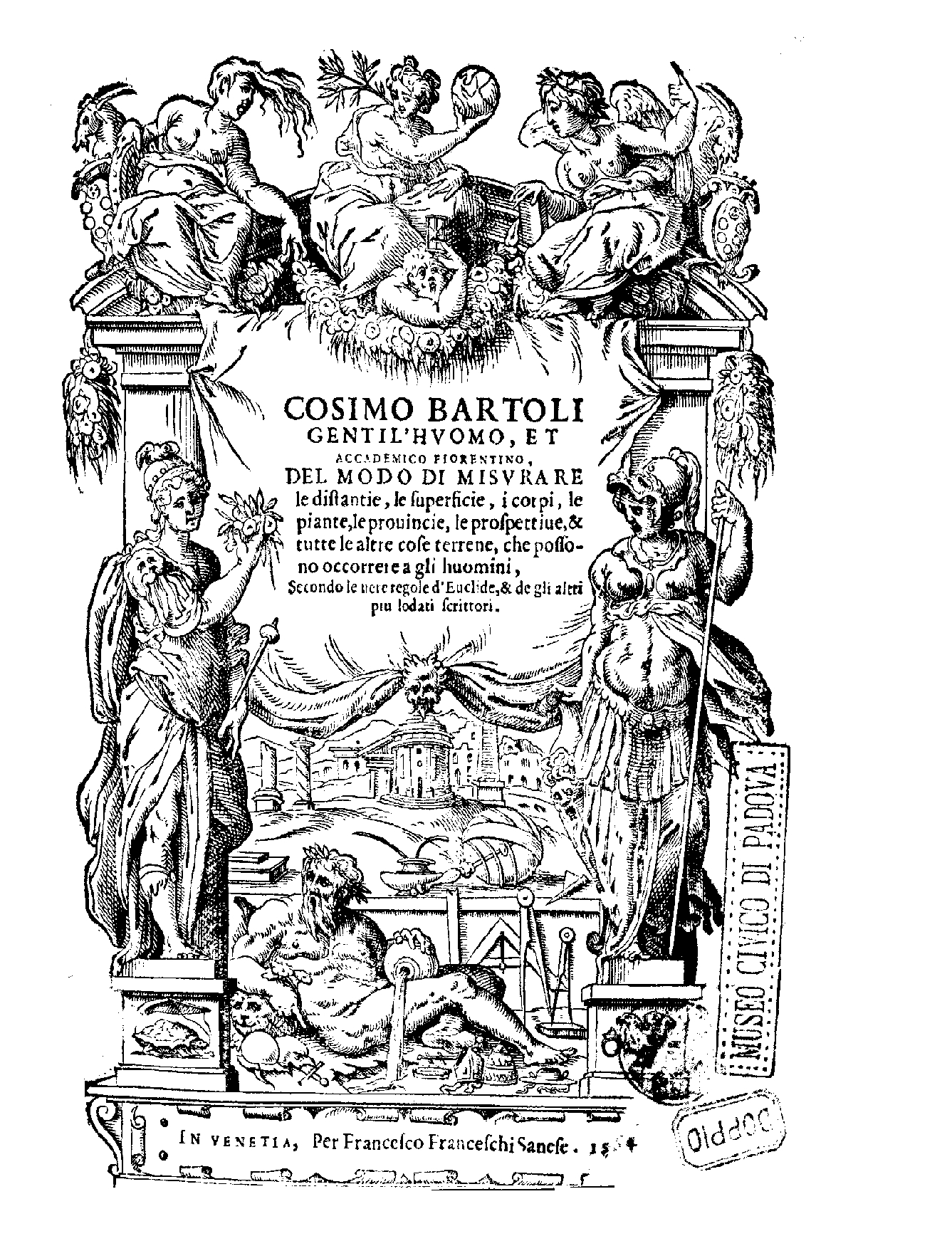
Le piante, le provincie, le prospettive, e tutte le altre cose terrene, 1564